# Fontenoy-le-Château
Fontenoy-le-Château és un municipi francès, situat al departament dels Vosges i a la regió del Gran Est. L'any 2007 tenia 696 habitants.
A partir de l'1 de gener de 2013, aquest municipi incorpora l'antic municipi de Le Magny (per fusió).

## Demografia

### Població
El 2007 la població de fet de Fontenoy-le-Château era de 696 persones. Hi havia 304 famílies, de les quals 116 eren unipersonals (40 homes vivint sols i 76 dones vivint soles), 76 parelles sense fills, 80 parelles amb fills i 32 famílies monoparentals amb fills.
La població ha evolucionat segons el següent gràfic:
Habitants censats

### Habitatges
El 2007 hi havia 455 habitatges, 307 eren l'habitatge principal de la família, 83 eren segones residències i 65 estaven desocupats. 391 eren cases i 62 eren apartaments. Dels 307 habitatges principals, 199 estaven ocupats pels seus propietaris, 90 estaven llogats i ocupats pels llogaters i 18 estaven cedits a títol gratuït; 6 tenien una cambra, 22 en tenien dues, 65 en tenien tres, 84 en tenien quatre i 130 en tenien cinc o més. 165 habitatges disposaven pel capbaix d'una plaça de pàrquing. A 144 habitatges hi havia un automòbil i a 90 n'hi havia dos o més.

### Piràmide de població
La piràmide de població per edats i sexe el 2009 era:
| Homes | Edats   | Dones |
| ----- | ------- | ----- |
| 0     | 95 o +  | 0     |
| 0     | 90 a 94 | 4     |
| 0     | 85 a 89 | 8     |
| 4     | 80 a 84 | 8     |
| 12    | 75 a 79 | 20    |
| 20    | 70 a 74 | 16    |
| 20    | 65 a 69 | 40    |
| 16    | 60 a 64 | 24    |
| 8     | 55 a 59 | 8     |
| 28    | 50 a 54 | 32    |
| 20    | 45 a 49 | 8     |
| 36    | 40 a 44 | 32    |
| 16    | 35 a 39 | 20    |
| 24    | 30 a 34 | 24    |
| 32    | 25 a 29 | 28    |
| 16    | 20 a 24 | 8     |
| 16    | 15 a 19 | 16    |
| 32    | 10 a 14 | 8     |
| 4     | 5 a 9   | 32    |
| 16    | 0 a 4   | 8     |

## Economia
El 2007 la població en edat de treballar era de 424 persones, 289 eren actives i 135 eren inactives. De les 289 persones actives 237 estaven ocupades (145 homes i 92 dones) i 52 estaven aturades (28 homes i 24 dones). De les 135 persones inactives 34 estaven jubilades, 31 estaven estudiant i 70 estaven classificades com a «altres inactius».

### Ingressos
El 2009 a Fontenoy-le-Château hi havia 302 unitats fiscals que integraven 638 persones, la mediana anual d'ingressos fiscals per persona era de 12.530 €.

### Activitats econòmiques
Dels 28 establiments que hi havia el 2007, 2 eren d'empreses extractives, 1 d'una empresa alimentària, 2 d'empreses de fabricació d'altres productes industrials, 3 d'empreses de construcció, 7 d'empreses de comerç i reparació d'automòbils, 2 d'empreses de transport, 3 d'empreses d'hostatgeria i restauració, 3 d'empreses de serveis, 4 d'entitats de l'administració pública i 1 d'una empresa classificada com a «altres activitats de serveis».
Dels 6 establiments de servei als particulars que hi havia el 2009, 1 era una oficina de correu, 3 paletes, 1 perruqueria i 1 restaurant.
Dels 3 establiments comercials que hi havia el 2009, 1 era una botiga de més de 120 m², 1 una botiga de menys de 120 m² i 1 una botiga de mobles.
L'any 2000 a Fontenoy-le-Château hi havia 17 explotacions agrícoles que ocupaven un total de 1.250 hectàrees.

## Equipaments sanitaris i escolars
L'únic equipament sanitari que hi havia el 2009 era una farmàcia.
El 2009 hi havia una escola elemental.

## Poblacions més properes
El següent diagrama mostra les poblacions més properes.